# OsCommerce
Az osCommerce (“open source Commerce”, azaz Nyílt Forrás(kód)ú Kereskedelem) egy e-kereskedelmi és online áruház program. Használható minden olyan Web-szerveren, amelyen PHP és MySQL van telepítve. Ez egy nyílt szoftver, a GNU General Public License alatt.

## Alaptörténet
Az osCommerce Project 2000 márciusában The exchange Project néven született Harald Ponce de Leon védnöksége alatt.

## osC3 története
Az osC3-as verzió az osCommerce rendszer objektumorientált adminisztrációs felületű, könnyen kezelhető sablonrendszerű újragondolása.
Változatai:
- alfa3 – (első önálló fordítás Rőti Sándor)
- alfa4 – 2007. március 31.
- alfa5 – 2009. március 15. az első hivatalos stabil változat (fordítás Archiválva 2021. március 3-i dátummal a Wayback Machine-ben)